# Europa Cup (vrouwenhandbal) 1981/82
De European Champions Cup 1981/82 is de hoogste internationale club handbalcompetitie in Europa wat door de Internationale Handbalfederatie (IHF) organiseert.

## Deelnemers
| - Uilenspiegel: Kampioen van België - VIF Dimitrow Sofia: Kampioen van Bulgarije - Frederiksberg IF: Kampioen van Denemarken - SC Magdeburg: Kampioen van DDR - PSV Grünweiß Frankfurt: Kampioen van Duitsland - Paris Université Club: Kampioen van Frankrijk - Vasas Budapest: Kampioen van Hongarije - Maccabi Ramat Gan: Kampioen van Israël - SSV Forst Brixen: Kampioen van Italië - Radnički Belgrado: Kampioen van Joegoslavië - HC Bascharage: Kampioen van Luxemburg | - Hellas: Kampioen van Nederland - Skogn IL: Kampioen van Noorwegen - Hypobank Südstadt: Kampioen van Oostenrijk - CD Torres Novas: Kampioen van Portugal - Rulmentul Brașov: Kampioen van Roemenië - Spartak Kyiv: Titelhouder - Íber Valencia: Kampioen van Spanje - Iskra Partizánske: Kampioen van Tsjecho-Slowakije - Stockholmspolisens IF: Kampioen van Zweden - RTV 1879 Bazel: Kampioen van Zwitserland |

## Eerste ronde
| Team 1           | Score   | Team 2                 | 1     | 2     |
| ---------------- | ------- | ---------------------- | ----- | ----- |
| RTV 1879 Bazel   | 29 – 45 | PSV Grünweiß Frankfurt | 13–24 | 16–21 |
| SSV Forst Brixen | 37 – 28 | Maccabi Ramat Gan      | 18–15 | 19–13 |
| Uilenspiegel     | 21 – 32 | Paris Université Club  | 08–14 | 13–18 |
| HC Bascharage    | 21 – 56 | Hellas                 | 08–28 | 13–28 |
| Íber Valencia    | 78 – 25 | CD Torres Novas        | 38–09 | 40–16 |

## Achtste finale
| Team 1                | Score   | Team 2                 | 1     | 2     |
| --------------------- | ------- | ---------------------- | ----- | ----- |
| Vasas Budapest        | 66 – 30 | Paris Université Club  | 35–15 | 31–15 |
| SSV Forst Brixen      | 16 – 59 | SC Magdeburg           | 11–24 | 05–35 |
| Radnički Belgrado     | 50 – 30 | PSV Grünweiß Frankfurt | 29–14 | 21–16 |
| Hypobank Südstadt     | 50 – 40 | Íber Valencia          | 32–21 | 18–19 |
| Stockholmspolisens IF | 31 – 66 | Spartak Kyiv           | 17–35 | 14–31 |
| Frederiksberg IF      | 39 – 30 | Skogn IL               | 24–13 | 15–17 |
| Rulmentul Brașov      | 39 – 37 | Iskra Partizánske      | 24–21 | 15–16 |
| VIF Dimitrow Sofia    | 39 – 40 | Hellas                 | 23–19 | 16–21 |

## Kwartfinale
| Team 1            | Score   | Team 2            | 1     | 2     |
| ----------------- | ------- | ----------------- | ----- | ----- |
| SC Magdeburg      | 34 – 44 | Spartak Kyiv      | 16–20 | 18–24 |
| Hellas            | 43 – 69 | Vasas Budapest    | 28–40 | 15–29 |
| Hypobank Südstadt | 41 – 44 | Rulmentul Brașov  | 27–22 | 14–22 |
| Frederiksberg IF  | 40 – 46 | Radnički Belgrado | 23–16 | 17–30 |

## Halve finale
| Team 1            | Score   | Team 2           | 1     | 2     |
| ----------------- | ------- | ---------------- | ----- | ----- |
| Spartak Kyiv      | 40 – 42 | Vasas Budapest   | 25–20 | 15–22 |
| Radnički Belgrado | 49 – 43 | Rulmentul Brașov | 32–19 | 17–24 |

## Finale
Finale wedstrijd 1
| 2 mei 1982 | Radnički Belgrado | 22 – 19 | Vasas Budapest | Belgrado, Joegoslavië |
| 2 mei 1982 |                   |         |                | Belgrado, Joegoslavië |
| 2 mei 1982 |                   |         |                | Belgrado, Joegoslavië |

Finale wedstrijd 2
| 9 mei 1982 | Vasas Budapest | 29 – 19 | Radnički Belgrado | Boedapest, Hongarije |
| 9 mei 1982 |                |         |                   | Boedapest, Hongarije |
| 9 mei 1982 |                |         |                   | Boedapest, Hongarije |

Totale stand
|  | Radnički Belgrado | 41 – 48 | Vasas Budapest |  |
|  |                   |         |                |  |
|  |                   |         |                |  |

|                |
|                |
| Vasas Budapest |
| 1ste titel     |